# Торговый дом Харитонова
«Торго́вый дом Харито́нова» — российское кинопредприятие, основанное в 1916 году в Москве харьковским кинопромышленником Д. И. Харитоновым.

## История создания
В марте 1916 года Д. И. Харитонов, владелец крупнейшей в Российской империи прокатной компании с обширной сетью филиалов, приобрёл в Москве земельный участок с домом по Лесной улице, № 27. В глубине двора в сжатые сроки было возведено двухэтажное здание, весь верхний этаж которого с застеклёнными окнами и крышей занимал съёмочный павильон. На нижнем этаже расположились мастерская, лаборатория, склад для реквизита и декораций, уборные для артистов. По техническому оснащению киноателье не уступало ведущим российским кинофабрикам Ханжонкова, Ермольева и Тимана. Открытие состоялось 29 июня того же года.
В условиях, когда все значительные режиссёры и актёры российского кино были уже заняты на других студиях, Харитонов повёл агрессивную кадровую политику и чрезвычайно высокими контрактными ставками и обещанием полной творческой свободы переманил к себе на работу многих ведущих кинематографистов, в том числе Петра Чардынина — главным режиссёром, Александра Рылло, Михаила Вернера, Михаила Бонч-Томашевского. Контракты на съёмки подписали с уже завоевавшими на кинорынке репутацию Владимиром Максимовым, Витольдом Полонским, Верой Холодной.
Торговый дом массовым тиражом выпускал открытки артистов с их фотографиями из фильмов, в кинотеатрах в свободном доступе распространялись собственные буклеты о деятельности компании с информацией о репертуаре, исполнителях, операторах.
1917 год стал для Торгового дома Харитонова годом расцвета. Январский номер «Кине-журнала» анонсировал постройку отдельного трёхэтажного здания в Москве для кинолаборатории, для которой из Америки выписывается оборудование новейшей конструкции. В том же году Харитонов открыл офис своей компании в купленном им доме на Тверской улице, № 52.
В 1918 году «Торговый дом Харитонова» переехал в Одессу, а затем — в Крым, где продолжал активно снимать фильмы.
В 1920 году Д. И. Харитонов уехал в эмиграцию и его киноателье прекратило существование, выпустив на экран за пять лет около 60 фильмов.

## Кинофильмы
1916
- Белая роза
- Золотой вихрь (реж. П. Чардынин)[6]
- Роковой талант
- Столичный яд

1917
- Блуждающие огни
- Истерзанные души
- Как они лгут
- На алтарь красоты
- Отречёмся от старого мира (реж. В. Висковский)[7]
- Пытка молчания (реж. П. Чардынин)[6]
- Ради счастья
- У камина

1918
- В золотой клетке
- Дремлют плакучие ивы (реж. М. Бонч-Томашевский)[6]
- Женщина, которая изобрела любовь
- Живой труп
- Молчи, грусть… молчи…
- Последнее танго

1919
- Чёрная хризантема (реж. П. Чардынин)

## Комментарии
1. ↑  В справочнике «Вся кинематография» под редакцией Ц. Ю. Сулиминскогоого 1916 года Д. И. Харитонов упоминается как владелец прокатных контор в Харькове и Одессе[1].